# Erik Akkersdijk

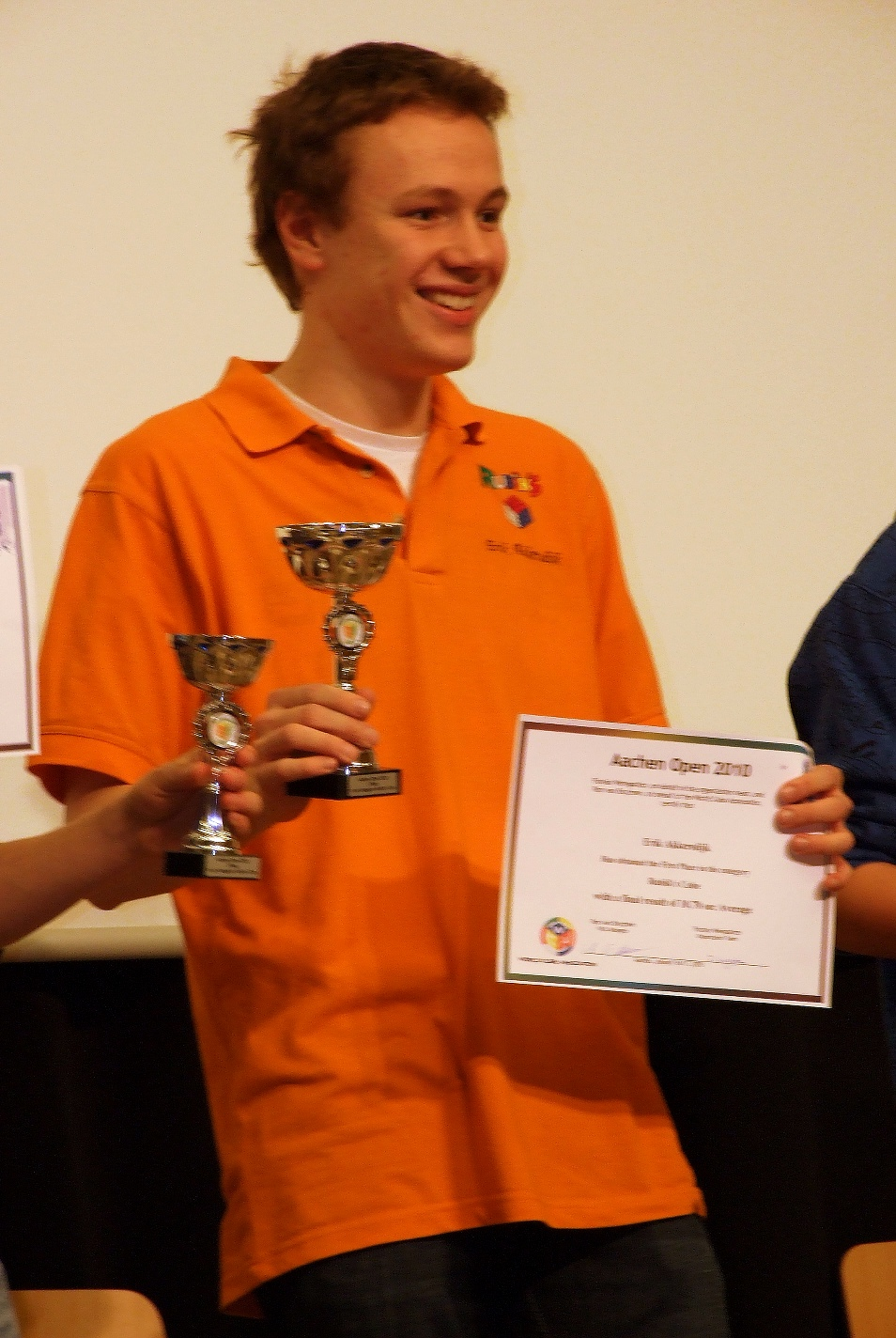
Erik Akkersdijk

Erik Akkersdijk (ur. 7 października 1989 w Enschede w Holandii) – posiadacz kilku rekordów świata w układaniu kostki Rubika na czas.

## Rekordy
| Odmiana kostki i konkurencji | Rezultat    | Zawody           |
| 2x2x2 – pojedyncze podejście | 0.96 sekund | Geneva Open 2008 |

## Poprzednie rekordy
- 4x4x4 – pojedyncze podejście: 41.31 sekund (ustanowiony na Brussels Summer Open 2008)
- 3x3x3 – średnia z pięciu podejść: 11.11 sekund (ustanowiony na Benelux Open 2009)
- Megaminx – pojedyncze podejście: 59.78 sekund (ustanowiony na Danish Open 2009)

## Utracone rekordy
- 3x3x3 – pojedyncze podejście: 7.08 sekund (ustanowiony na Czech Open 2008)
- 4x4x4 - pojedyncze podejście: 40.05 sekund (ustanowiony na Aachen Open 2009)
- 4x4x4 – średnia z pięciu podejść: 47.94 sekund (ustanowiony na Aachen Open 2009)
- 5x5x5 – pojedyncze podejście: 1 minuta 13.22 sekund (ustanowiony na Danish Open 2009)
- 5x5x5 – pojedyncze podejście: 1 minuta 16.21 sekund (ustanowiony na Danish Cube Day 2008)
- Megaminx – średnia z pięciu podejść: 1 minuta 7.70 sekund (ustanowiony na Belgian Open 2008)
- Megaminx – pojedyncze podejście: 1 minuta 1.78 sekund (ustanowiony na Belgian Open 2008)